# Empoasca sanguinea
Empoasca sanguinea är en insektsart som först beskrevs av David D. Gillette och Baker 1895.  Empoasca sanguinea ingår i släktet Empoasca och familjen dvärgstritar.
Artens utbredningsområde är Colorado. Inga underarter finns listade i Catalogue of Life.